# Вулиця Сидоренка (Мелітополь)
Вулиця Сидоренка — вулиця в Мелітополі, що йде від вулиці Вакуленчука до вулиці Івана Алексєєва.
Повністю складається із приватного сектора.
Покриття переважно ґрунтове, з боку вулиці Івана Алексєєва проїжджа частина викладена бетонними плитами.

## Назва
Вулиця названа на честь директора Мелітопольської дослідної станції садівництва, героя соціалістичної праці Михайла Федоровича Сидоренка (1902—1989), який досяг значних успіхів у створенні нових сортів персика, розробці агротехніки черешні та її поширенні на піщаних ґрунтах.
Приблизно за 300 метрів від вулиці знаходиться та сама станція садівництва, на якій працював Сидоренко, і яка також названа його ім'ям.

## Історія
До 2002 року вулиця вважалася відгалуженням вулиці Вакуленчука.
26 червня 2002 року мелітопольська міськрада ухвалила рішення про перейменування цієї ділянки на честь знаменитого садівника.

## Галерея
|                                 |  |  |                             |
| виїзд на вулицю Івана Алексєєва |  |  | виїзд на вулицю Вакуленчука |